# Merle Travis
Pour les articles homonymes, voir Merle (homonymie) et Travis.
Merle Robert Travis, né à Rosewood (en) (Kentucky) le 29 novembre 1917 et mort à Tahlequah (Oklahoma) le 20 octobre 1983 , est un guitariste américain qui a composé de nombreux morceaux de picking.

## Biographie
Merle Travis est né le 29 novembre 1917 dans une famille ouvrière du Kentucky; son père et ses deux frères travaillaient dans une mine. Enfant, il apprend les rudiments de la musique sur le banjo de son père et la mandoline de sa mère, et s'initie à la guitare à l'âge peu précoce de douze ans.
Mais il avait des professeurs exceptionnels (cette région minière du Kentucky a produit plusieurs guitaristes dont l'influence devait être déterminante sur l'avenir de la Country Music et par là même du Rockabilly). En effet, un musicien noir du nom de Arnold Schultz, véritable génie aux dires de ses contemporains (fiddler et guitariste virtuose) enseigna son "picking" à un certain Kennedy Jones qui le transmit au musicien blanc Mose Rager, lui-même professeur de Ike Everly et de Merle Travis.
En 1977, il est introduit au Country Music Hall of Fame.
Pendant sa vie, il a composé et joué avec sa technique particulière de picking à deux doigts, pouce et index (!), les autres posés sur la guitare (voir Extrait vidéo), animé une radio, même tenu un rôle dans plusieurs films. Actif de 1936 jusqu'à sa mort, Merle Travis est aujourd'hui "réincarné" par son fils, le guitariste fingerstyle Thom Bresh.
Merle Travis est apparu dans le film « Tant qu’il y aura des hommes «  de Fred Zinneman en 1953 avec Burt Lancaster et Déborah Kerr ou il chante « reenlistment blues «  avec Frank Sinatra etMontgomery Clift.
Merle Travis meurt d'une crise cardiaque le 20 octobre 1983, à l'âge de 65 ans.

## Œuvres
- Any Old Time
- Blue Yodel N1
- CanonBall Rag
- Cincinnati Lou
- Deep South
- Drybread
- Fat Gal
- Guitar Rag
- I'll See You In My Dreams
- Kinfolks In Carolina
- Lawdy What A Gal
- No Vacancy
- Sixteen Tons
- So Round So Firm So Fully Packed
- Steel Guitar Rag
- Sweet Temptation
- Three Times Seven
- Cannonball rag
- Medley
- Bayou Baby
- Dance Of The Golden rod
- Dark As A Dungeon
- Divorce Me C.O.D.
- Good bye My Bluebell
- I Am a Pilgrim
- I Like My Chicken Fry in Size
- I'm A Natural Born Gamblin Man
- John Henry
- Kentucky Means Paradise
- Lazy River
- Nine Pound Hammer
- Re-Enlistment Blues
- Smoke Smoke Smoke (That Cigarette)
- Start Even
- Barbara Allen
- Black Gold
- Bloody Bret hitt County
- Dear Old Halifax
- Heres othe Operator Boys
- John Bolin
- Lost john
- Miners Strawberries
- Muskrat
- Over by Number Nine
- Paw Walked Behind Us With a Carbide Lamp
- Payday Comes Too Slow
- Possom Up A Simmon Tree
- Preacher Lane
- That's all
- The Browder Explosion
- The Court ship of Second Cousin Claude
- The Harlan County Boys
- The Miners Wife
- Saturday night shuffle